# فیروزآباد (بندپی غربی)
فیروزآباد یک روستا در ایران است که در دهستان شهیدآباد شهرستان بابل واقع شده‌است. فیروزآباد ۱۵۹ نفر جمعیت دارد.